# Wheeler Heights, Noul Wales de Sud
Wheeler Heights este o suburbie în Sydney, Australia.